# Gula Tidningen
Gula Tidningen var en svensk annonstidning med gratisannonser som grundades den 6 februari 1981, av Peter Ahlm efter en amerikansk förebild, Recycler, som grundats ett år tidigare. Gula Tidningen hade sin huvudsakliga spridning i Stockholmsområdet och blev ett ledande annonsmedium där. Omkring 2000 började dock Internetannonseringen bli en allvarlig konkurrent. Ett antal interna beslut långt tidigare under nittiotalet påskyndade processen. Förändringar i rubriksystemet genomfördes, läsare förlorades i snabbare takt än vad nya tillkom.[källa behövs] Efter att Eniro övertog tidningen i mars 2004 ombildades tjänsten gulatidningen.se till Eniro Köp & Sälj i juni 2004. Eniro AB strävade efter att utveckla internetdelen av varumärket och den tryckta tidningen lades ner. Sista numret av tidningen kom ut den 8 december 2006. År 2012 förvärvades Eniros köp- och säljmarknad av 203 Web group.

## Ägarhistorik
- 1981–1993 okänt
- 1993–2004 Trader Classified Media
- 2004–2012 Eniro AB, köpesumma 50 miljoner kronor.
- 2012–idag 203 Web Group AB (publ)